# Вагон метро 81-553.1/554.1/555.1 «Славутич»
Вагон метро 81-553.1/554.1/555.1 «Славутич» — модифікація електровагону метро серії 81-717/714 для Київського метрополітену. 
«Славутич» спільно розроблявся ЗАТ «Вагонмаш» (Росія), чеською фірмою «Шкода» та ДП «Київський метрополітен». Поїзд обладнано асинхронним тяговим двигуном, що контролюється бортовими комп'ютерами, розташованими в кожному вагоні. Усі 5 комп'ютерів об'єднано в мережу двома незалежними оптичними каналами.

## Конструкція

### Склад
Поїзд складається з 5 вагонів — двох головних (тип 81-553.1, №№ 10247-10248), двох проміжних моторних (тип 81-554.1, №№ 11434-11435) та одного причепного (тип 81-555.1, № 11436). Вагони зібрані за схемою Г-М-П-М-Г. Поїзд приписано до депо «Оболонь», експлуатується на Оболонсько-Теремківській лінії, бо на ній встановлена АРС «Дніпро» сумісна з його програмним забезпеченням.

### Кузов
Кузови вагонів «Славутич» схожі з метровагонами типів 81-717/714, однак мають певні відмінності. На головних вагонах типу 81-553.1 встановлюється розроблена в Чехії склопластикова маска, спроектована для модернізації метровагонів 81-717.1/714.1. Зчеплення вагонів між собою нестандартні, тому не можна замінити один з вагонів «Славутича» якимось іншим. Зовнішні зчеплення вагонів стандартні, для того, щоб їх можна було транспортувати чужою тягою в екстрених випадках.

### Інтер'єр

#### Кабіна машиніста
Кабіна машиніста має двері з обох боків. На панелі управління знаходяться спідометр, монітор і два контролери у вигляді джойстиків. На спідометр виводяться швидкість та показання АРС. Монітор з сенсорним екраном. Коли кабіна є ведучою на нього виводяться: напруга на контактній рейці, напруга бортової мережі, тиск в гальмівних системах кожного вагону та лінійний індикатор «прискорення-сповільнення». Також на монітор може виводитися інформація про збої в роботі, режим роботи обладнання та інше.

#### Пасажирський салон
Пасажирські салони вентилюються вентиляційними черпаками, які зовні прикриті декоративними планками. Салони головних та проміжних моторних вагонів ідентичні стандартним — сидіння, обшиті червоним велюром, розташовані вздовж осі вагона. В салоні причепного вагона частина сидінь розташована перпендикулярно осі вагона.
Двері між вагонами можна відкрити з кабіни машиніста. Двері для пасажирів мають не звичний зараз пневматичний, а електропривід. Якщо одні двері не можуть закритися, то повторно відкриваються лише вони, а не двері усього поїзда, причому це відбувається автоматично, без участі машиніста.

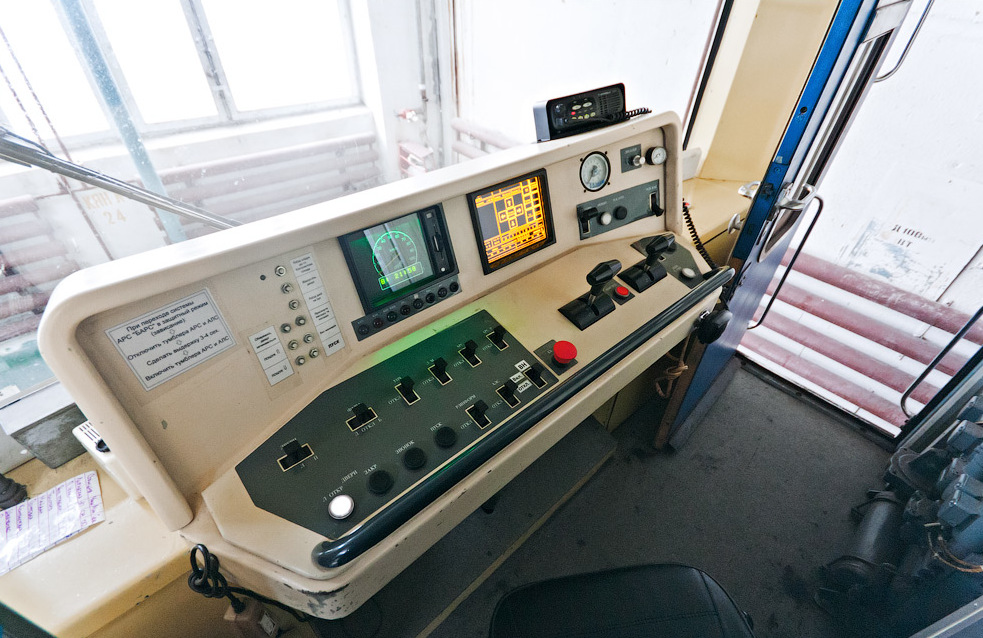
Кабіна машиніста
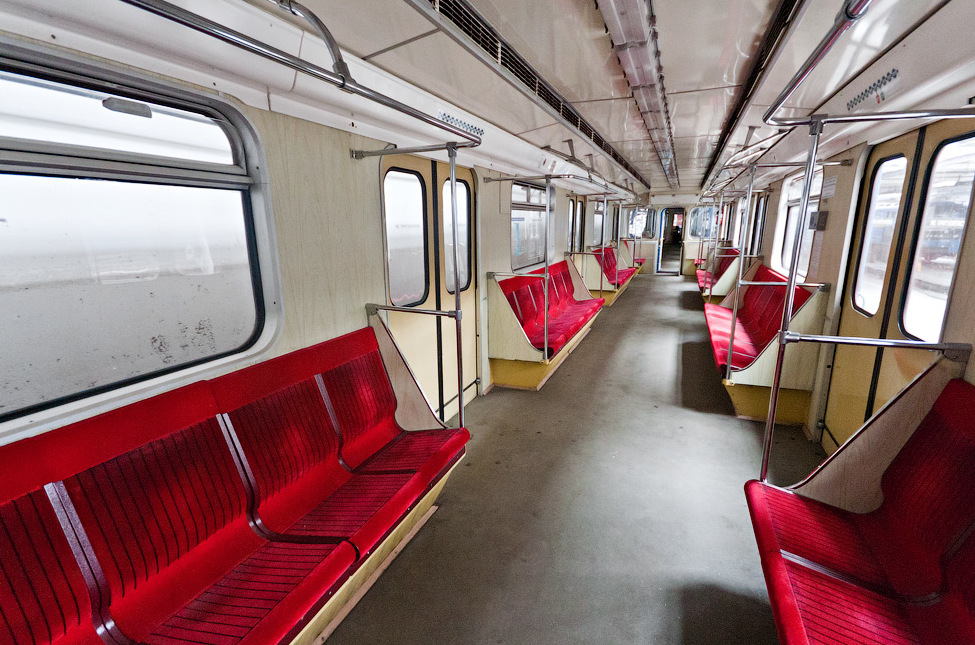
Салон вагона 81-554 зі стандартним розташуванням сидінь
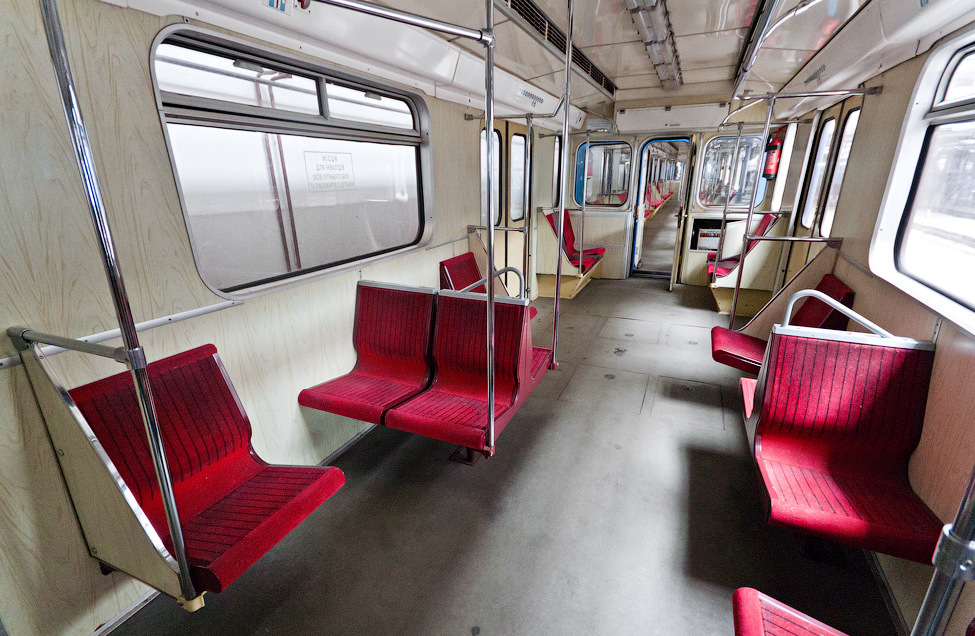
Салон вагона 81-555 з комбінованим розташуванням сидінь

## Експлуатація

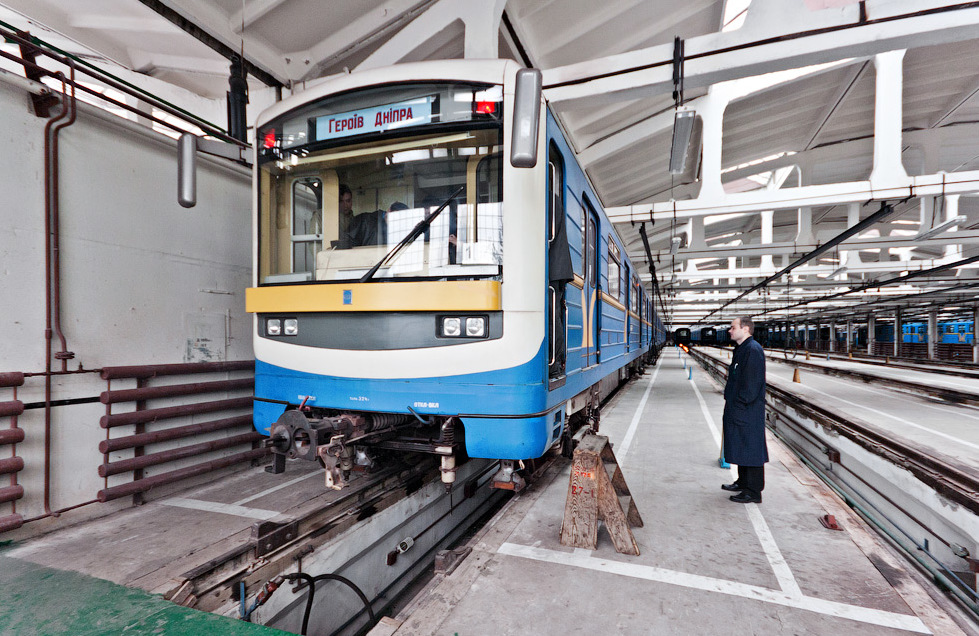
Потяг 81-553.1/554.1/555.1 в депо «Оболонь»

Перша партія надійшла в депо Оболонь у 2001 році, на лінії з 2002 року до 2019 року. Їздив по будніх днях з 7 до 10 години ранку на Оболонсько-Теремківській лінії. Це експериментальна модель, що так і не була запущена в серійне виробництво. Тому, незважаючи на прогресивність, цю розробку було фактично закинуто і Київський метрополітен продовжував закуповувати звичні вагони російського виробництва та почалася активна розробка крюківських вагонів метро. Пізніше створили метропоїзд 81-717КМ/714КМ, який фактично є модернізацією старих «номерних» серій. На початку функціонування було виявлено ряд недоліків в роботі поїзду, перш за все електроніки дверей, не розрахованих на екстремальні навантаження години пік. Однак пізніше їх було виправлено. З 2019 року поїзд не працює з технічних причин і законсервований.